# Gérard Besson
Gérard Besson (* 13. Dezember 1955) ist ein französischer Mathematiker, der sich mit Differentialgeometrie befasst. Er ist Professor an der Universität Grenoble.
Besson wurde 1979 bei Marcel Berger an der Universität Paris VII promoviert (Thèse de troisième cycle: Sur la multiplicité de la première valeur propre des surfaces riemanniennes) und 1987 in Grenoble habilitiert (Doctorat d’Etat: Contributions à l'étude des propriétés spectrales des variétés riemanniennes).
Er befasste sich unter anderem mit dem Geometrisierungsprogramm von William Thurston (und den Methoden von Richard S. Hamilton und Grigori Perelman über Ricci-Flüsse zu dessen Beweis), mit dem Spektrum des Laplace-Operators auf Riemannschen Mannigfaltigkeiten (Thema seiner Dissertation), Starrheitsfragen, Ungleichungen für Entropie und isoperimetrische Ungleichungen.
Mit Sylvestre Gallot und Pierre Bérard fand er 1985 eine Form der isoperimetrischen Ungleichung in Riemannschen Mannigfaltigkeiten abhängig von einer unteren Schranke für die Ricci-Krümmung und den Durchmesser. 1995 bewies er mit Gallot und Gilles Courtois eine Ungleichung für die Volumenentropie lokal symmetrischer Räume negativer Krümmung, was wiederum einen neuen, einfacheren Beweis des Starrheitssatzes von George Mostow (1968) lieferte, der besagt, dass kompakte hyperbolische Mannigfaltigkeiten in mehr als zwei Dimensionen durch ihre Fundamentalgruppe bis auf Isometrie bestimmt sind.
Er gab die Bourbaki-Seminare über den Beweis der Poincaré-Vermutung von Perelman und Hamilton und den Sphärensatz nach Brendle, Schoen.

## Schriften
- mit Laurent Bessières, Michel Boileau, Sylvain Maillot, Joan Porti Geometrisation of 3-manifolds, EMS Tracts in Mathematics, European Mathematical Society 2010
- mit L. Bessières, Michel Boileau, S. Maillot, J. Porti, Collapsing irreducible 3-manifolds with nontrivial fundamental group, Inventiones Mathematicae, 179, 2010, S. 435–446
- mit Pierre Bérard, Sylvestre Gallot Sur une inégalité isopérimétrique qui généralise celle de Paul Lévy-Gromov, Inventiones Mathematicae, Band 80, 1985, S. 295–308,
- mit P. Bérard, S. Gallot Embedding riemannian manifolds by their heat kernel, Geometric and Functional Analysis (GAFA), 4, 1994, S. 373–398
- Sur la multiplicité de la première valeur propre des surfaces riemanniennes, Ann. Inst. Fourier, 30, 1980, S. 109–128.
- mit Gilles Courtois, S. Gallot Le volume et l’entropie minimal des espaces localement symétriques, Inventiones Mathematicae, 103, 1991, S. 417–445
- mit G. Courtois, S. Gallot: Les variétés hyperboliques sont des minima locaux de l’entropie topologique, Inventiones Mathematicae 177, 1994, S. 403–445
- mit G. Courtois, S. Gallot: Volume et entropie minimales des variétés localement symétriques, GAFA 5, 1995, S. 731–799
- mit G. Courtois, S. Gallot: A simple proof of Mostow’s rigidity theorem, Ergodic Theory and Dynamical Systems, 16, 1996, S. 623–649
- Geometry of connections I: an asymptotic expansion for the heat kernel associated to a connection.